# خط في الرمال (لعبة ألواح)
خط في الرمال هي لعبة ألواح نشرتها شركة تي إس آر في عام 1991.

## التاريخ
صمم بول ليدبيرغ ودوغلاس نايلز لعبة خط في الرمال والذي يصور حرب الخليج الثانية. كانت إحدى مشاريع شركة تي إس آر الغرب ونشرت في اليوم الذي بدأ فيه القصف الأمريكي بفضل قدرة فلينت ديل على إقناع رئيس الشركة لجعل الأمور تتحرك بسرعة.
نشرت المحاكاة الاستراتيجية لخط في الرمال وهي لعبة حاسوبية للعبة الألواح في عام 1992.